# Gascardia madagascariensis
Gascardia madagascariensis är en insektsart som beskrevs av Targioni Tozzetti 1893. Gascardia madagascariensis ingår i släktet Gascardia och familjen skålsköldlöss.
Artens utbredningsområde är Madagaskar. Inga underarter finns listade i Catalogue of Life.